# ミゲル・デ・イカザ

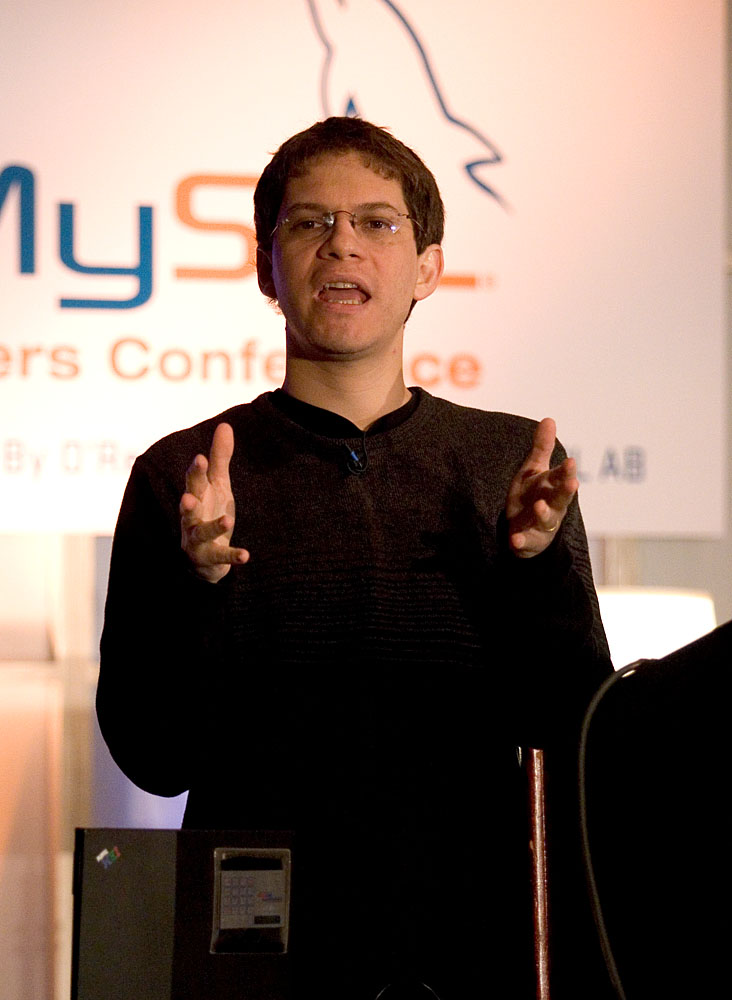
ミゲル・デ・イカザ （2005年）

ミゲル・デ・イカザ（Miguel de Icaza, 1972年 - ）は、メキシコのプログラマ、自由ソフトウェア開発者。GNOMEとMonoの開発で著名。
メキシコシティ出身。父は物理学者、母は生物学者という科学者の家庭で育った。メキシコ国立自治大学に進学するが学位は取得しなかった。1992年頃から自由ソフトウェアを製作し始める。

## 歴史
1997年夏、マイクロソフトからInternet ExplorerのSPARC移植版チームの仕事を紹介されるが、学位の不足により合衆国就労ビザを取得することができず職を得ることはできなかった。後にはインタビューで、この時IEのコードをフリーにするよう紹介者を説得したと語っている。これはネットスケープ社がMozillaをフリー化するよりも早かった。
同年8月15日、デ・イカザはフェデリコ・メーナと共にGNOMEプロジェクトを開始する。これはLinuxやその他のUnixライクOSにおいて完全にフリーなデスクトップ環境とコンポーネントモデルを実現するものである。初期においては彼はMidnight CommanderファイルマネージャとLinuxカーネル開発に携わった。また、表計算ソフトウェアGnumericも開発した。
1999年、デ・イカザは、ナット・フリードマンと共にInternational Gnome Supportという団体を設立（法人ではない）。その翌月にInternational Gnome SupportはHelix Code社として法人化を果たした。Helix Code社は実質的にGNOMEの開発母体であったが、一企業による支配は悪影響を及ぼすという判断から「GNOME関連の自由ソフトウェアを扱う会社」という名目で活動し、就業を希望する多くのGNOMEハッカーたちを次々に雇用した。
2001年にHelix Code社はジミアン(Ximian)と改名、デ・イカザによるMonoプロジェクトの開始がアナウンスされた。これはマイクロソフトの.NETフレームワーク開発環境をLinuxやUnixライクプラットフォームに移植するものである。2003年8月、ジミアン社はノベルに買収され、現在デ・イカザは同社開発部門のバイスプレジデントとなっている。
ミゲル・デ・イカザはフリーソフトウェア財団から1999年のAward for the Advancement of Free Softwareを、マサチューセッツ工科大学から1999年のイノベーター賞を受賞している。また、2000年9月のタイム誌における新世紀のイノベーター百人の一人として名前が挙がっている。
デ・イカザは2001年の映画AntitrustとThe Codeにカメオ出演した。
2003年、ブラジル人のMaria Lauraと結婚した。